# Micronema

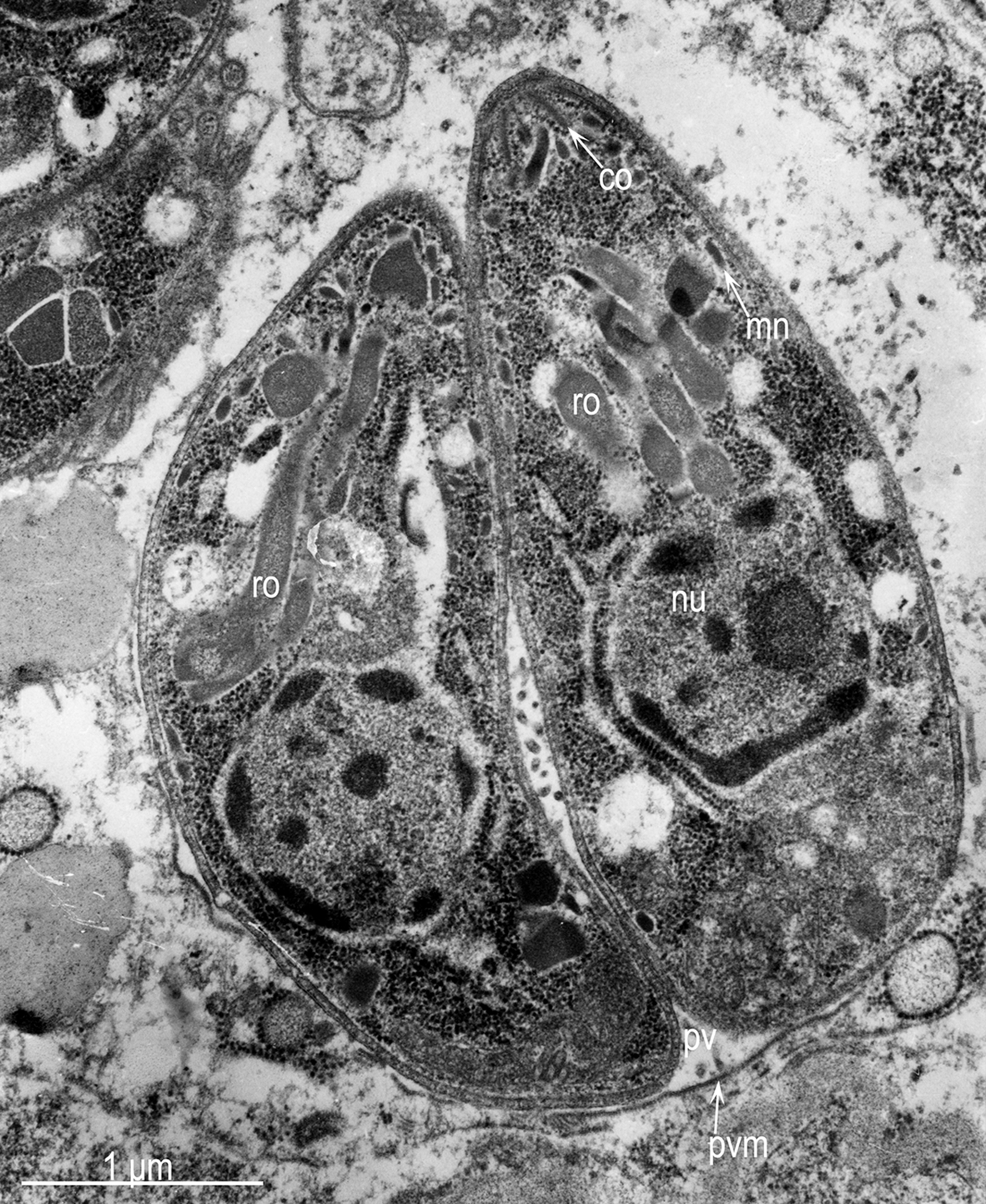
Micrografia electrónica de transmissão de taquizoitos de Toxoplasma gondii. Micronemas: mn (clique para ampliar).

Esquema dum apicomplexo. O número 3 representa os micronemas.

Os micronemas são organelos típicos de protozoários Apicomplexa com função secretora. Estão situados no terceiro apical do protozoa, são pequenos e delgados com forma de corda enroscada e rodeados de membrana, com uma matriz interna eletrodensa devido ao seu conteúdo proteico. O seu nome advém da sua forma: micro + nema = microfios. Crê-se que estes organelos secretores especializados são importantes para a motilidade por deslizamento dos apicomplexos e para a invasão da célula hóspede.
Estes organelos segregam varias proteínas, como as da família proteica do antigénio da membrana apical 1 ou PfAMA1 de Plasmodium falciparum, e o antigénio da família eritrocitária ou EBA. Estas proteínas estão especializadas na união a receptores de superfície dos eritrócitos do hóspede e facilitam a entrada do parasita no eritrócito. Apenas graças a este intercâmbio químico inicial facilitado pelos micronemas pode o parasita penetrar no eritrócito por meio do complexo motor de actina-miosina. 
Supõe-se que este organelo funciona cooperativamente com as roptrias, as quais são também organelos secretores especializados. É possível que o micronema inicie a união ao eritrócito, e a roptria segregue proteínas que criam a membrana vacuolar parasitófora, na qual o parasita pode sobreviver e reproduzir-se.